# P-120 Malakhit
Le P-120 Malakhit (en russe : « П-120 Малахит », malachite), désigné par l'OTAN  SS-N-9 « Siren », est un missile de croisière antinavire de moyenne portée, utilisé depuis des corvettes et des sous-marins.
Désigné « 4K85 » par les organismes russes, il a une portée de près de 110 km.

## Historique
Les sous-marins de la classe Echo présentaient le défaut de devoir rester au-moins 30 min en surface, lorsqu'ils tiraient des missiles P-5 Pityorka (OTAN : SS-N-3A « Shaddock »), ce qui rendait le submersible très facile à repérer au radar et très vulnérable aux attaques.
En conséquence, en 1963, les soviétiques commencèrent les travaux concernant un nouveau missile, qui pourrait être tiré depuis une position immergée, ainsi que le sous-marin qui irait avec. Ce projet vit naître le P-50 Malakhit et les sous-marins de la classe Charlie. En cours de développement, le concept du P-50 fut remplacé par celui du P-120.
Cependant, en raison de nombreux problèmes de développement, les douze sous-marins de la classe Charlie I furent construits pour être équipé du missile P-70 Ametist (OTAN : SS-N-7 « Starbright »), une évolution du SS-N-2C « Styx » ayant une plus courte portée, comme un palliatif avant l'introduction finale du Malakhit, sur les bâtiments de classe Charlie II.
Le P-120 fut plus tard utilisé comme base de développement pour la torpille-fusée SS-N-14 Silex. Présenté pour la première fois en 1972, il est toujours en service mais a été largement supplanté par le plus moderne P-270 Moskit (OTAN : SS-N-22 « Sunburn »).

## Caractéristiques
Le radar en bande L et le radioaltimètre, initialement conçus pour le Siren, furent d'abord utilisés sur le Starbright, alors que les soviétiques enduraient de nombreux revers avec le moteur problématique du P-120.
Il était cependant doté le tout l'espace nécessaire pour y loger un système de liaison de données, lui permettant de recevoir des corrections de trajectoire à mi-parcours, en provenance de sa plateforme de tir ou d'ailleurs. Tiré depuis un sous-marin, le missile peut être lancé depuis une profondeur maximale de 50 m.

## Histoire opérationnelle
Le Malakhit entra en service sur les corvettes de la marine soviétique le 17 mars 1972. Il allait équiper les navires de classe Nanuchka et Tarantul. Environ 500 missiles furent produits.
Il ne fut pas accepté avant l'année 1977 sur les sous-marins. Les sous-marins de la classe Charlie-II emportaient huit de ces engins (dont habituellement deux étaient à tête nucléaire) et représentaient une solution alternative peu coûteuse à l'énorme sous-marin de classe Papa, qui pouvait en emporter dix. Tous ont maintenant été retirés du service
 Guerre d'Ossétie du Sud de 2008
Il vit le combat en 2008, en Abkhazie, lorsqu'aux mains de la Flotte de la mer Noire il fut employé contre des navires de l'armée géorgienne.

## Utilisateurs
Ancien
- Union soviétique : reversé à la Russie après l'effondrement du bloc soviétique.

Actuel
- Russie : utilisé par la marine russe.